# Puntate di The Renovators - Case fai da te
Le puntate di The Renovators - Case fai da te sono andate in onda in Australia su Network Ten dal 24 luglio al 12 ottobre 2011.
In Italia sono invece state trasmesse su Sky Uno (e nelle sue versioni Sky Uno HD e Sky Uno +1) dal 20 febbraio al 4 maggio 2012, mentre in chiaro su Cielo dal 3 settembre al 19 novembre dello stesso anno (anche se la prima puntata era stata mandata in onda in anteprima il 20 aprile durante il weekend "Sky Free Pass").
La maggior parte delle puntate segue una di queste strutture:
- Challenge: sfide del giorno, svolte sia in interni che in esterni.
- Stress Test: sfide che i concorrenti devono affrontare per conquistarsi la salvezza nella gara dopo aver perso una sfida.
- Panic Room: sfide che i concorrenti devono affrontare per conquistarsi la salvezza nella gara dopo aver perso una sfida.
- How To: giorni in cui i giudici, talvolta anche il conduttore Brendan Moar o altri specialisti, fanno delle lezioni pratiche ai concorrenti. Avvengono sempre dopo un'eliminazione.
- Progress Inspection: ispezioni che i giudici, talvolta anche il conduttore Brendan o altri specialisti, fanno visita alle case dei concorrenti.
- Queensland Flood Aid: puntate consecutive dove i rinnovatori aiutano a ricostruire strutture e abitazioni nelle città del Queensland dopo l'inondazione del 2011. Vi partecipano anche la maggior parte dei concorrenti non più in gara, e alla fine uno di questi torna in competizione.
- Head to Head: sfide testa a testa per aggiudicarsi in fase finale le abitazioni.

| nº | Titolo                                            | Prima TV Australia | Prima TV Italia                             |
| -- | ------------------------------------------------- | ------------------ | ------------------------------------------- |
| 1  | The 48 Hour Challenge                             | 24 luglio 2011     | 20 febbraio 2012                            |
| 2  | Hammer Challenge                                  | 25 luglio 2011     | 21 febbraio 2012                            |
| 3  | Off-Site Challenge                                | 26 luglio 2011     | 22 febbraio 2012                            |
| 4  | Car Parts Challenge                               | 27 luglio 2011     | 23 febbraio 2012                            |
| 5  | Street Appeal Challenge                           | 28 luglio 2011     | 24 febbraio 2012                            |
| 6  | Double Elimination Challenge                      | 1º agosto 2011     | 27 febbraio 2012                            |
| 7  | Building Plans                                    | 2 agosto 2011      | 28 febbraio 2012                            |
| 8  | Challenge - Coffee Table                          | 3 agosto 2011      | 29 febbraio 2012                            |
| 9  | Stress Test - Property Research Caboolture        | 4 agosto 2011      | 29 febbraio 2012                            |
| 10 | How To - DIY Bathroom                             | 5 agosto 2011      | 1º marzo 2012                               |
| 11 | Challenge - Brick Wall                            | 7 agosto 2011      | 2 marzo 2012                                |
| 12 | Progress Inspection                               | 8 agosto 2011      | 5 marzo 2012                                |
| 13 | Panic Room - 80s Dinner Party                     | 9 agosto 2011      | 5 marzo 2012                                |
| 14 | Challenge - Gardenmania                           | 10 agosto 2011     | 7 marzo 2012                                |
| 15 | Stress Test - Property Research Collingwood       | 11 agosto 2011     | 5 marzo 2012                                |
| 16 | How To - Timber Table                             | 12 agosto 2011     | 7 marzo 2012                                |
| 17 | Challenge - Hang A Picture                        | 14 agosto 2011     | 8 marzo 2012                                |
| 18 | Progress Inspection                               | 15 agosto 2011     | 9 marzo 2012                                |
| 19 | Panic Room - Office Rescue                        | 15 agosto 2011     | 9 marzo 2012                                |
| 20 | Challenge - Reverse Garbage                       | 17 agosto 2011     | 12 marzo 2012                               |
| 21 | Stress Test - Property Research                   | 18 agosto 2011     | 12 marzo 2012                               |
| 22 | How To - Stud Walls                               | 19 agosto 2011     | 13 marzo 2012                               |
| 23 | Challenge - Lego Tower                            | 21 agosto 2011     | 14 marzo 2012                               |
| 24 | Progress Inspection                               | 22 agosto 2011     | 15 marzo 2012                               |
| 25 | Panic Room - Run-down Kitchen                     | 23 agosto 2011     | 15 marzo 2012                               |
| 26 | Challenge - BBQ Area                              | 24 agosto 2011     | 16 marzo 2012                               |
| 27 | Stress Test - Curtains and Flat Packs             | 25 agosto 2011     | 16 marzo 2012                               |
| 28 | How To - Fathers Day                              | 26 agosto 2011     | 19 marzo 2012                               |
| 29 | Challenge - Flat Pack Carport                     | 28 agosto 2011     | 20 marzo 2012                               |
| 30 | Progress Inspection                               | 29 agosto 2011     | 21 marzo 2012                               |
| 31 | Panic Room - Courtyards                           | 30 agosto 2011     | 21 marzo 2012                               |
| 32 | Challenge - Feature Light                         | 31 agosto 2011     | 22 marzo 2012                               |
| 33 | Stress Test - Oldest to Newest and a Ceiling Rose | 1º settembre 2011  | 23 marzo 2012                               |
| 34 | How To - A Window for a Door                      | 2 settembre 2011   | 26 marzo 2012                               |
| 35 | Challenge - Concrete Slab                         | 4 settembre 2011   | 27 marzo 2012                               |
| 36 | Progress Inspection                               | 5 settembre 2011   | 28 marzo 2012                               |
| 37 | Panic Room - Summer Theme                         | 6 settembre 2011   | 28 marzo 2012                               |
| 38 | Challenge - Bath House                            | 7 settembre 2011   | 29 marzo 2012                               |
| 39 | Stress Test - Lighting Order                      | 8 settembre 2011   | 30 marzo 2012                               |
| 40 | How To - Concrete                                 | 9 settembre 2011   | 2 aprile 2012                               |
| 41 | Queensland Flood Aid - Goodna                     | 11 settembre 2011  | 3 aprile 2012                               |
| 42 | Queensland Flood Aid - Rocklea                    | 12 settembre 2011  | 4 aprile 2012                               |
| 43 | Queensland Flood Aid - South Bank (Brisbane)      | 13 settembre 2011  | 5 aprile 2012                               |
| 44 | Queensland Flood Aid - Darra                      | 14 settembre 2011  | 6 aprile 2012                               |
| 45 | Stress Test - Vertical Garden                     | 15 settembre 2011  | 9 aprile 2012                               |
| 46 | Four Weeks till Auction Update                    | 16 settembre 2011  | 10 aprile 2012                              |
| 47 | Challenge - Express Yourself                      | 18 settembre 2011  | 11 aprile 2012                              |
| 48 | Progress Inspection - Bedroom Reveal              | 19 settembre 2011  | 12 aprile 2012                              |
| 49 | Panic Room - Bathroom Nightmare                   | 20 settembre 2011  | 12 aprile 2012                              |
| 50 | Challenge - Recycled Site Office                  | 21 settembre 2011  | 13 aprile 2012                              |
| 51 | Challenge - Wall Styling                          | 22 settembre 2011  | 16 aprile 2012                              |
| 52 | Moving Day                                        | 23 settembre 2011  | 17 aprile 2012                              |
| 53 | Challenge - Make an Artistic Statement            | 25 settembre 2011  | 18 aprile 2012                              |
| 54 | Progress Inspection - Bathroom Reveal             | 27 settembre 2011  | 19 aprile 2012                              |
| 55 | Head to Head - The Shop                           | 28 settembre 2011  | 19 aprile 2012                              |
| 56 | Challenge - Wedding Reception                     | 29 settembre 2011  | 20 aprile 2012                              |
| 57 | Head to Head - The Half Done House                | 30 settembre 2011  | 23 aprile 2012                              |
| 58 | Meet the Renovators Families                      | 30 settembre 2011  | 24 aprile 2012                              |
| 59 | Challenge - The Final White Room                  | 2 ottobre 2011     | 25 aprile 2012                              |
| 60 | Challenge - Streetwise                            | 4 ottobre 2011     | 26 aprile 2012                              |
| 61 | Head to Head - Inner City Terrace                 | 5 ottobre 2011     | 26 aprile 2012                              |
| 62 | Head to Head - Weatherboard House                 | 6 ottobre 2011     | 27 aprile 2012                              |
| 63 | Final Head to Head                                | 7 ottobre 2011     | 30 aprile 2012                              |
| 64 | Advice from the Judges                            | 7 ottobre 2011     | 1º maggio 2012                              |
| 65 | The Final Inspection                              | 9 ottobre 2011     | 2 maggio 2012                               |
| 66 | The Finale - Auction Night                        | 12 ottobre 2011    | 3 maggio 2012 4 maggio 2012 (diviso in due) |

## The 48 Hour Challenge
I 26 Renovators sono per la prima volta al magazzino. Dopo una presentazione dei giudici (Robyn Holt, Peter Ho e Barry Du Bois), del conduttore (Brendan Moar) e delle sei case che dovranno ristrutturare (Fibro Cottage, cottage in legno, casa cantiere, casa anni sessanta, villetta a schiera e negozio), è arrivato il momento della prima sfida della competizione. Il compito da portare a termine è quello di ristrutturare un'abitazione in 48 ore (divise in tre giorni), aggiungendo anche un giardino, il tutto dentro il magazzino. Joanne si dimostra la migliore nella ristrutturazione, ed ha quindi la possibilità di scegliere l'immobile che ristrutturerà: la sua scelta ricade sulla casa anni sessanta.

## Hammer Challenge
Al deposito i concorrenti sono alle prese con una prova basilare: piantare un chiodo su di un asse alla perfezione. Chi ci è riuscito accede quindi alla sfida successiva: restaurare una sedia in pessime condizioni. Bob, Christie e Luke hanno effettuato il lavoro migliore. I tre quindi affrontano la prima di tante stanze bianche del reality: devono costruire una stanza da zero, e l'elemento centrale deve essere la loro sedia. Luke crea l'ambiente migliore e ha diritto ad ottenere le chiavi di un'abitazione: la sua scelta ricade sulla villetta a schiera.

## Off-Site Challenge
I concorrenti, ad eccezione di Luke e Joanne, già in possesso delle chiavi, si sfidano in due squadre, nera e oro, per ristrutturare due case dallo stesso prezzo d'acquisto. La squadra che aggiunge più valore possibile alla propria abitazione farà vincere al suo capitano (Jason H per gli oro e Kathy per i neri) una casa da ristrutturare nella competizione. Vince la sfida la squadra oro, che ha incrementato il valore del suo immobile di 30.000$. Jason H sceglie di ristrutturare il cottage in legno. Kathy dovrà affrontare un'altra sfida, e sceglie Bob per farsi aiutare.
- Guest star: Chris Gray

## Car Parts Challenge
I concorrenti, ad esclusione di chi già possiede le chiavi, si dividono in tre gruppi impegnati a creare delle stanze con elementi presi da macchine prossime alla demolizione. Il gruppo composto da Peter, Chris, Lisa, Laura, Tina, Christie e Samantha creano la stanza migliore, una executive suite ispirata alla Formula 1. I sei dunque passano alla fase successiva, ovvero tappezzare una parete con due strisce di carta da parati alla perfezione. Peter, Lisa e Chris sono i primi a finire e accedono alla sfida finale per la possessione di una delle chiavi delle abitazioni: dipingere un muro senza sbavare su zoccoli e listelli. Peter riesce a completare l'operazione prima di Chris e Lisa e decide di aggiudicarsi la casa cantiere.

## Street Appeal Challenge
Sono in palio le ultime due chiavi. I Renovators, in coppie da due, devono ristrutturare e sistemare in quattro ore delle villette a schiera con annesso giardino nel magazzino. La villetta di Michael e Fiona viene giudicata la migliore da una giuria di 250 persone comuni e i due si sfidano per sapere chi potrà scegliere la casa autonomamente nel montaggio di una cassettiera senza le istruzioni. Michael è il primo a finire e decide di prendere il Fibro Cottage, così da lasciare a Fiona il negozio. Tutti gli immobili sono così stati assegnati.

## Double Elimination Challenge
Due concorrenti dovranno essere eliminati per poter formare le squadre per le ristrutturazioni. Chi non ha le chiavi affronta la prima sfida: creare un piede perfetto per un tavolo ad occhio. I sei che non sono riusciti in tempo si sfidano quindi in una stanza bianca a tema libero. Quando Brendan sta per dire chi saranno gli eliminati, in quanto hanno creato la stanza meno convincente, Phil a sorpresa decide di ritirarsi per nostalgia della moglie. Rimane quindi una sola persona da eliminare, e la scelta ricade su Laura. A questo punto i capisquadra formano le loro squadre. Peter sceglie Bob, Lisa e Kim per la sua squadra arancione. Joanne punta su Nathan, Tina e Chris per la sua squadra beige. Fiona, per il suo team grigio, sceglie August, Christie e Natalia. Jason H predilige per la sua squadra verde Melissa, Keenan e Suzanne. Luke fa ricadere la sua scelta per il suo team azzurro su Jason J, Kathy e Samantha. Infine, Michael prende con sé nella squadra blu Jarrad, Kelly e Alison. Brendan annuncia quindi che il vincitore riceverà il profitto di tutte e sei le case e manda i Renovators a visitarle per la prima volta.

## Building Plans
Le squadre possono finalmente visitare le loro abitazioni per la prima volta. Di ritorno al magazzino, dovranno fornire ai giudici i piani di ristrutturazione di ogni casa. Il progetto migliore, quello della squadra verde, capitanata da Jason H, ha vinto un buono spesa di 10.000$.

## Challenge - Coffee Table
Ogni squadra ha il compito di creare un tavolino che si adatti al soggiorno creato dal famoso designer Greg Natale. Il lavoro migliore è quello della squadra grigia: il loro tavolino andrà sulla copertina di una rivista e il negozio vincerà una giornata di lavoro collettivo da parte degli altri team, ad eccezione dei beige, che affronteranno uno Stress Test, una sfida ad eliminazione per aver creato il tavolino peggiore che comporterà l'eliminazione di uno di loro.
- Guest star: Greg Natale

## Stress Test - Property Research Caboolture
Mentre i concorrenti delle squadre azzurra, verde, blu e arancione lavorano al negozio aiutando il team grigio per l'intera giornata, i beige affrontano uno Stress Test che porterà l'eliminazione di uno di loro. Questi ultimi devono prima stimare il valore di una casa in vendita divisi in due gruppi (Joanne e Nathan contro Tina e Chris); il duo perdente, quello di Joanne e Nathan, ristruttura un plastico in scala della stessa abitazione. Alla fine a lasciare il programma è Joanne, Nathan ha infatti organizzato lo spazio in modo migliore. Le chiavi della casa anni sessanta per il momento non vengono date a nessun altro beige: se le dovranno guadagnare.

## How To - DIY Bathroom
Per i concorrenti non ci sono sfide, bensì lezioni da parte dei giudici: è la prima giornata del "Come si fa". Barry spiega come realizzare un bagno funky ideato da Peter. Robyn tiene una lezione di decorazione di una camera da letto romantica. Peter porta inoltre la squadra arancione a visitare un bungalow simile alla casa cantiere.

## Challenge - Brick Wall
Con l'eliminazione di Joanne, i restanti membri della squadra beige gareggiano in una sfida che prevede la costruzione di un muro in mattoni. La sfida assegna le chiavi della villetta a Tina. I concorrenti poi gareggiano in una sfida della stanza bianca, il tema è lo chic francese. Hanno cinque ore per completare le loro stanze, che poi saranno giudicate dalla design francese Helen Hargreaves. Il premio di 10.000$ viene vinto dalla squadra arancione.
- Guest star: Helen Hargreaves

## Progress Inspection
Il giorno del giudizio è iniziato con Ali che annuncia la sua decisione di uscire dalla competizione, lasciando la sua squadra blu allo sbando. I giudici le hanno chiesto di riflettere, per poi tornare il giorno dopo con una decisione, ma durante la notte Michael non è riuscito a convincerla a rimanere. I giudici hanno visitato ciascuna delle case per controllare i loro progressi, deliziati da alcuni aspetti e preoccupato da altri. Tornando al magazzino, i giudici hanno rivelato che il team arancione li ha stupiti con i loro progressi, mentre il Fibro Cottage è stato il fanalino di coda, e deve affrontare l'eliminazione.

## Panic Room - 80s Dinner Party
I concorrenti della squadra blu stanno per affrontare una sfida ad eliminazione in una Panic Room. Un membro del team andrà a casa. Michael, Kelly e Jarrad devono lavorare ognuno su tre stanze reduci da una festa selvaggia. Con tre ore di tempo per pulire, rinnovare e trasformare il luogo in una sala da pranzo, i tre fanno un ottimo lavoro riuscendo a finire i lavori in tempo. Nonostante ciò, Kelly non è stato all'altezza dei due compagni di squadra, quindi deve abbandonare la competizione.

## Challenge - Gardenmania
Dopo l'eliminazione di Kelly, i Renovators sono nuovamente al magazzino per la prossima sfida: ogni squadra deve costruire un giardino originale in uno spazio di 6x6 metri di terra nuda in cinque ore. A giudicare i lavori ci sono la leggenda dei giardini Don Burke e il paesaggista Daniel Baffsky. Il giardino migliore, in tema mediterraneo, è stato creato dalla squadra grigia, mentre quello peggiore, a tema costiera australiana, dalla squadra beige, che dovrà affrontare una prova di eliminazione. I grigi vincono una giornata di lavoro collettivo degli altri concorrenti, ad eccezione dei beige, al negozio.
- Guest star: Don Burke, Daniel Baffsky

## Stress Test - Property Research Collingwood
La squadra beige di Tina, Nathan e Chris arriva nel deposito pronta ad affrontare lo Stress Test che porterà all'eliminazione di uno di loro. Nel primo turno i concorrenti devono valutare una casa nel sobborgo di Melbourne, chi indovina salta l'eliminazione. Nel frattempo al negozio i concorrenti restanti hanno partecipato al lavoro vinto nella prova giardino dalla squadra grigia. Chris e Tina hanno quindi accesso alla fase finale dell'eliminazione, la pianificazione dei lavori di ristrutturazione della casa di Melbourne su modelli in scala. I giudici hanno ritenuto quello di Tina il più redditizio, mandando a casa Chris.

## How To - Timber Table
Interviene al magazzino l'esperta in falegnameria e mobili di design Laura McCusker, che conduce un tutorial su come riciclare alcuni dei materiali che i concorrenti avevano gettato via durante i loro lavori di ristrutturazione, realizzando un tavolo in legno. Tina e Nathan sono usciti con Chris Gray, che li ha portati a vedere una villa appena ristrutturata che vale svariati milioni di dollari. Robyn con Meryl Hare dimostra che il tema nautico-marinaro ha un sacco di possibilità di ottenere risultati stimolanti e poco banali.
- Guest star: Laura McCusker, Meryl Hare, Chris Gray

## Challenge - Hang A Picture
I concorrenti hanno iniziato un nuovo giorno nel magazzino con una sfida: dover appendere delle cornici ben allineate lungo una parete e con assoluta precisione, al fine di vincere un vantaggio per la sfida della stanza bianca. Tina e Nathan sono stati i primi a finire, avendo così la possibilità di scegliere il colore che deve predominare la loro camera da letto. Usando il giallo, hanno entusiasmato i giudici, garantendosi la vittoria. I due vincono 10.000 $ per la loro ristrutturazione.

## Progress Inspection
Il giorno del giudizio è iniziato per i concorrenti. I giudici valuteranno lo stato di avanzamento delle ristrutturazioni. Le prime tre squadre si sfidano per un premio di 40.000 $. Il Fibro Cottage, la casa anni sessanta e il cottage in legno sono stati selezionati come i tre migliori, ora un rappresentante di ogni squadra affronterà la Panic Room per aggiudicarsi il vantaggio finanziario.

## Panic Room - Office Rescue
La ricompensa della Panic Room sarà un pacchetto piscina, che consentirebbe di aumentare notevolmente il valore della casa. Gli sfidanti entrano nelle loro stanze: degli uffici dove sembra esser passato un tornado. In tre ore ciascuno di loro dovrà eliminare il caos e trasformare la stanza in uno spazio di lavoro impressionante. Michael conquista la vittoria, dando al Fibro Cottage la piscina che il suo team aveva desiderato fin dall'inizio. Brendan rivela che il team blu ha finalmente ottenuto il rilascio del permesso per costruire.

## Challenge - Reverse Garbage
Sfida ecologica per i concorrenti che dovranno creare dei capolavori con quello che troveranno in un negozio di riciclo a Sydney. Ogni pezzo, realizzato con materiali riciclati, andrà ad un'asta di beneficenza. L'offerta più alta va al lampadario costruito della squadra verde, che si aggiudica una giornata di lavoro da parte degli altri concorrenti. La squadra beige si ritrova coinvolta in un'altra eliminazione, in quanto il suo tavolino in legno di recupero viene acquistato per il prezzo più basso.

## Stress Test - Property Research
I concorrenti arrivano al cottage in legno per dare il loro contributo nonostante la fitta pioggia. Al magazzino, Tina e Nathan si trovano per la terza volta ad affrontare una prova ad eliminazione, lo Stress Test. Nel primo round devono indovinare il valore di un immobile; qui Nathan ha la meglio e ottiene un vantaggio di 30 minuti nella sfida finale. La seconda sfida vede vincere ancora una volta Nathan: i lavori di ristrutturazione elaborati da Tina non riescono a fornire un bagno abbastanza grande per la residenza. A Nathan le chiavi della casa anni sessanta.

## How To - Stud Walls
Fiona si ritira dalla competizione per motivi di salute, consegnando le chiavi del negozio ad August. Peter Ho ha poi preso i restanti membri del team grigio per l'ispezione di una casa, mentre nel magazzino Barry e Brendan mostrano come costruire un muro in cartongesso. Robyn poi accoglie Shaynna Blaze, che l'aiuterà a spiegare al gruppo come usare i colori per arredare una stanza.
- Guest star: Shaynna Blaze

## Challenge - Lego Tower
Un membro di ogni squadra compete per costruire la torre più alta con mattoncini LEGO in tre ore. Il vincitore della sfida può scegliere il concorrente che si unirà a Nathan nella squadra beige. Natalia, Luke, Jarrad, Lisa, Jason H e Nathan si sono affrontati, ed è quest'ultimo ad aggiudicarsi la vittoria e a scegliere Suzanne come sua compagna di squadra. Un'altra prova aspetta però i Renovators, una stanza bianca, e il premio in palio è 10.000$ da spendere in pittori e pittura. Nathan, privilegiato dalla vincita, ha potuto scegliere il tema della sua stanza, quello rétro. La squadra arancione ha la meglio sulle altre, grazie alle idee di stile di Lisa.

## Progress Inspection
È il terzo giorno del giudizio di tutta la competizione. Per Suzanne è il primo giorno alla casa anni sessanta. La squadra che ha favorevolmente impressionato i giudici e Chris Gray è quella verde, che vince due operai per due giorni, mentre la peggiore, ancora indietro coi lavori, è quella arancione, che dovrà affrontare una sfida ad eliminazione.
- Guest star: Chris Gray

## Panic Room - Run-down Kitchen
Il team arancione si sfida nella Panic Room: entrando nelle stanze, trovano delle cucine piene di sporcizia e detriti, che dovranno sistemare. Peter e Lisa dimostrano capacità impressionanti in tutta la sfida, mentre nonostante i suoi sforzi, Kim non riesce a completare il montaggio dei mobili nel limite di quattro ore. I giudici hanno dichiarato la cucina in bianco e nero di Peter la più impressionante. Kim viene eliminata.

## Challenge - BBQ Area
Brendan ha rivelato che la prossima sfida in esterna avrà un tema tipico australiano: costruire un barbecue. Divisi in due squadre, oro e nera, dovranno costruire per due vicini due barbecue nei rispettivi giardini di casa. I concorrenti hanno sei ore per finire il lavoro. Gli amici Troy e Rod giudicano i risultati spettacolari, dando l'assenso alla squadra oro. Viene premiato Michael per aver dato il maggior contributo alla costruzione, mentre la squadra perdente, la nera, si affronterà per un'eliminazione.

## How To - Fathers Day
È giorno di insegnamenti nel magazzino. Brendan ha creato l'"angolo di Robyn", uno spazio che ricorda l'infanzia dell'omonimo giudice, aiutato dal padre Jim, chiamato a sorpresa dagli altri giudici dato che è il giorno del papà. Barry porta Michael e Jarrad in un costoso immobile appena ristrutturato simile al Fibro Cottage per trarre degli spunti. Robyn ha spiegato come personalizzare secondo i propri gusti un arredamento. Peter ha concluso gli insegnamenti costruendo un carretto, sul quale Christie ha fatto un giro di prova.
- Guest star: Jim Moar

## Challenge - Flat Pack Carport
La prima sfida del giorno per le squadre è quella di costruire un parcheggio attorno ad una macchina. I vincitori di questa sfida, le squadre blu, azzurra e arancione, affrontano una stanza bianca, dove dovranno costruire un bagno in cinque ore. Vince la squadra blu, che si aggiudica 15,000$ da spendere per i bagni delle abitazioni.

## How To - A Window for a Door
Mentre Jason J e Suzanne vedono una casa con Peter Ho, gli altri concorrenti partecipano alle lezioni di Brendan e Barry su come trasformare una finestra in una portafinestra, mentre Robyn insegna accostamenti e abbinamenti in pieno stile eclettico.

## Challenge - Concrete Slab
La sfida del giorno ha visto le squadre affrontarsi per stendere al meglio una lastra di cemento. La sfida ha visto trionfare la squadra arancione, quella blu e infine quella verde: questi tre team lavorano quindi su di una stanza bianca, che dovranno trasformare in una sala banchetto. Ogni squadra ha un tema da seguire: vittoriano (squadra arancione), marocchino (squadra blu) e paesano (squadra verde). Il premio in palio per la prova è di 10.000$ da spendere in elettrodomestici. La vittoria è di Peter, che sceglie di dare il 40% del premio ai componenti della villetta a schiera.

## Progress Inspection
I giudici visitano le abitazioni per la loro ispezione. La squadra vincente, quella della casa anni sessanta, ha vinto l'aiuto di due operai per due giorni e ha anche avuto la possibilità di scegliere la stanza che alla prossima ispezione in tutte le case dovrà essere ultimata: la camera da letto. La squadra azzurra hanno deluso i giudici e affronteranno la prova ed eliminazione.

## Panic Room - Summer Theme
La squadra azzurra affronta una Panic Room ad eliminazione a tema estivo, il loro unico punto di riferimento nella stanza da ultimare è un'immagine di una spiaggia su di una parete. Il lavoro peggiore è quello di Suzanne, che esce dalla competizione.

## Challenge - Bath House
I concorrenti sono alle prese con una sfida fuori sede: costruire due location per una festa al prestigioso pool bar "The Ivy" a tema bagni pubblici. Divisi in squadra oro (bagno pubblico giapponese) e nera (bagno pubblico romano), hanno avuto sei ore di tempo per ultimare i lavori. Il giudice d'eccezione Justin Hemmes decide che la location migliore è quella creata dalla squadra oro, mentre i membri del team nero dovranno affrontare una prova ad eliminazione.

## Stress Test - Lighting Order
I concorrenti salvi dalla precedente sfida sono al negozio per aiutare la squadra grigia, mentre i perdenti al magazzino per una prova ad eliminazione. Nel primo round hanno dovuto posizionare le luci in ordine cronologico, dove Peter trionfa ed è quindi salvo dall'eliminazione. Le squadre blu e beige si scontrano quindi in un secondo round, dove devono posizionare perfettamente le piastrelle in un mosaico pavimentale. In questa prova Suzanne è in difficoltà fin dall'inizio, e non riuscendo a completare il mosaico viene eliminata.

## How To - Concrete
Senza sfide di cui preoccuparsi, i Renovators assistono alla lezione dei giudici della settimana. Barry ha insegnato ai ragazzi l'applicazione del calcestruzzo in casi particolari e come costruire una vasca da bagno mozzafiato. Peter ha portato la squadra verde fuori sede per visitare un immobile ristrutturato nello stile del cottage in legno. Robyn ha mostrato ai concorrenti l'arredamento country australiano, mentre Brendan ha concluso preparando l'ambientazione esterna per la vasca di Barry.

## Queensland Flood Aid - Goodna
Ventidue concorrenti, ancora in gara e non, sono riuniti per una settimana speciale di sfide dopo l'inondazione che ha devastato il Queensland. In questa puntata devono ricostruire in due giorni l'abitazione di Greg, Janet e le loro due bambine, costretti a vivere in una roulotte sulla loro proprietà dopo che la loro casa è stata devastata dalle acque alluvionali.

## Queensland Flood Aid - Rocklea
Il secondo compito per la settimana in Queensland è ricostruire la scuola statale di Rocklea. I Renovators si dividono in squadra oro e nera, e ciascuna deve creare uno spazio esterno: la squadra oro un luogo coperto di apprendimento, mentre quella nera una zona barbecue. La vittoria è della squadra oro.

## Queensland Flood Aid - South Bank (Brisbane)
I Renovators sono a South Bank, nel Brisbane, per la loro penultima sfida nel Queensland: creare un arredo urbano per squadra. Le squadre hanno cinque ore per completare i lavori. A supervisionare i lavori vi è anche il pluripremiato designer Alex Lotersztain. Il progetto di Natalia, ispirato alla natura di South Bank, ha fatto vincere la sfida alla squadra grigia, che ha la possibilità di scegliere il concorrente che tornerà in gara: la scelta ricada su Samantha, che lavorerà con Peter nella squadra arancione.
- Guest star: Alex Lotersztain

## Queensland Flood Aid - Darra
Per la loro sfida finale nel Queensland, i concorrenti devono ricostruire il centro comunitario di Darra, luogo di ritrovo e punto di riferimento per gli abitanti della cittadina. I rinnovatori sono divisi nelle squadre nere e oro, i primi al lavoro nella zona esterna e i secondi al coperto. I residenti di Darra hanno votato il lavoro il lavoro migliore, prediligendo i neri. Keenan è stato scelto come miglior rinnovatore della sfida, vincendo per il cottage in legno un giorno di aiuti dagli altri concorrenti vincenti. I membri della squadra oro, una volta tornati al magazzino, dovranno sfidarsi per restare in competizione.

## Stress Test - Vertical Garden
Mentre i concorrenti della vincente squadra nera lavorano al cottage in legno nonostante la forte pioggia, al magazzino la squadra oro affronta uno Stress Test ad eliminazione riguardante la costruzione di un giardino verticale in tre ore. La "parete verde" piaciuta meno ai giudici è quella di Kathy, che così lascia la competizione.

## Four Weeks till Auction Update
Tutti i Renovators tornano nelle loro case dopo l'esperienza nel Queensland e il successivo aiuto al cottage in legno contemporaneo allo Stress Test. Per la prima volta Suzanne visita la casa cantiere, che dovrà finire di ristrutturare con Peter. I giudici e Brendan passano nelle case per dar loro dei consigli.

## Challenge - Express Yourself
Le squadre hanno 24 ore per creare una stanza bianca a tema libero, con a disposizione 24.000$. A vincere è la squadra blu con una camera da letto/bagno che ha impressionato i giudici. Il team vince 20.000$ da spendere in mobili per il Fibro Cottage.

## Progress Inspection - Bedroom Reveal
Le squadre devono ultimare la camera da letto per l'ispezione dei giudici. Quella migliore è stata creata dalla villetta a schiera, che ha anche pensato di arredarla come se qualcuno ci vivesse veramente. La squadra vincitrice ha anche potuto scegliere la prossima camera da finire per la successiva ispezione: il bagno. La casa cantiere e quella anni sessanta si sono classificate dopo quella della villetta a schiera; le tre squadre si scontreranno in una Panic Room.

## Panic Room - Bathroom Nightmare
I tre team che hanno realizzato il bagno migliore, ovvero la villetta a schiera, la casa cantiere e quella anni sessanta, hanno accesso ad una Panic Room sui bagni che mette in palio 20.000$ per le case. La squadra arancione con Peter e Samantha si aggiudica la vittoria con un bagno di qualità superiore rispetto a quello degli altri due team.

## Challenge - Recycled Site Office
Con il giudizio di Michael Mobbs, esperto in sostenibilità ambientale, i concorrenti, divisi in squadra oro (blu, azzurra e verde) e nera (grigia, beige e arancione) devono creare due uffici ecologici ma anche funzionali. La sfida è vinta dal team nero, che fa vincere alle squadre di cui è composto dei pannelli solari per il valore di 10,000$ per le loro case.
- Guest star: Michael Mobbs

## Challenge - Wall Styling
Per raggiungere il numero di due persone per squadra e arrivare alla semifinale della competizione, qualcuno della squadra grigia deve passare a quella beige con Nathan. Escluso August, che ne detiene le chiavi, la scelta ricade su Natalia o Christie. I rappresentanti di ogni squadra si sfidano a lavorare su di una parete, e il team vincente può scegliere chi andrà con Nathan. Nonostante alcuni inconvenienti tecnici, Christie impressiona positivamente i giudici e vince la sfida. Christie e Natalia non se la sentono di scegliere chi se andrà dalla squadra grigia, così chiedono ad August di prendere la decisione. Dopo averci pensato un po', sceglie strategicamente di mandare Natalia alla squadra beige.

## Moving Day
È arrivato il momento per i Renovators di trasferirsi nelle case che stanno ristrutturando. Per Natalia è anche il primo giorno alla casa anni sessanta e si mette subito all'opera progettando con Nathan alcuni cambiamenti al bagno. I giudici, Brendan e Chris Gray gli fanno visita per dispensare consigli.
- Guest star: Chris Gray

## Challenge - Make an Artistic Statement
I concorrenti si sfidano per creare un oggetto d'arredamento originale in un'ora. La vittoria viene assegnata alla squadra grigia, che ha così un vantaggio di mezz'ora per la prova successiva: una stanza bianca ispirata allo stile di Coco Chanel. La camera migliore viene realizzata dalla squadra beige, che riceve in premio 10,000$ da spendere in elettrodomestici.

## Progress Inspection - Bathroom Reveal
Le squadre devono completare i bagni per l'ispezione del giorno del giudizio. Il lavoro migliore è quello della casa anni sessanta, che riceve in premio 30,000$. Al secondo posto si piazza la squadra della villetta a schiera, che guadagna 20,000$. La terza classificata è la casa cantiere, che ottiene 15,000$. Il negozio, il Fibro Cottage e il cottage in legno ricevono a testa 10,000$. Essendo vincitrice, la squadra beige può quindi decidere i primi che andranno al testa a testa per il possedimento finale delle chiavi: Christie e August.

## Head to Head - The Shop
August e Christie si sfidano nel testa a testa per il possedimento finale del negozio. Aiutati dagli altri concorrenti, il loro obiettivo è creare un mobile da piazzare nella loro abitazione. Benché entrambi abbiano fatto un ottimo lavoro, vince August, in quanto la sua cassettiera in legno è meglio proporzionato all'ingresso del negozio rispetto al tavolino in vetro di Christie.

## Challenge - Wedding Reception
I Renovators devono creare in sei ore due sale di ricevimento per una coppia di neo-sposi, Jason e Millicent. Sono divisi in due squadre: nera (formata da Melissa e Keenan, August e Michael e Jarrad), con tema industriale, e oro (formata da Nathan e Natalia, Jason e Luke e Peter e Samantha), con tema forestale. Vince la squadra nera, che ha così diritto a scegliere i prossimi sfidanti al testa a testa, ovvero Peter e Samantha.
- Nota: la location dei ricevimenti è l'Australian Technology Park, set di diversi programmi di Network Ten, tra cui MasterChef Australia e il suo spin-off Junior MasterChef Australia.

## Head to Head - The Half Done House
Samantha e Peter si sfidano nel testa a testa per il possedimento finale della casa cantiere. Aiutati dagli altri concorrenti, l'obiettivo di Peter è ultimare la zona giorno, mentre quello di Samatha il giardino. A vincere è Peter, che è così il secondo possessore delle chiavi di una casa dopo August.

## Meet the Renovators Families
I concorrenti ricevono le visite dei loro familiari, che danno una mano anche nei lavori.

## Challenge - The Final White Room
Per la loro sfida finale della sala bianca, le squadre dei Renovators sono al magazzino per costruire una cameretta per bambini. A giudicare i lavori una "mandria" di bambini, che hanno decretato vincitori la stanza di Melissa e Keenan. Il team del cottage in legno ha vinto l'aiuto di quattro operai per due giorni.

## Challenge - Streetwise
I concorrenti affrontano una gara di un giorno e mezzo per finire le facciate delle loro case. A vincere è il cottage in legno, che guadagna 10.000$. Colpiti anche dalle altre facciate, i giudici decidono di dare alle altre cinque squadre 5.000$. Melissa e Keenan, essendo i vincitori, hanno il potere di decidere i prossimi partecipanti al testa a testa: Luke e Jason.

## Head to Head - Inner City Terrace
Il testa a testa di Jason e Luke riguarda la costruzione di una cucina (rispettivamente a tema rustico e industriale) in quattro ore. Vince la sfida Luke, che diventa il detentore finale delle chiavi della villetta a schiera.

## Head to Head - Weatherboard House
Melissa e Keenan affrontano il testa a testa per portare alla asta finale il cottage in legno. Il loro obiettivo è ultimare una stanza da letto del cottage a testa in sei ore. La vittoria è di Melissa, la quarta persona detentrice delle chiavi di un immobile dopo August, Peter e Luke.

## Final Head to Head
I componenti delle squadre della casa anni sessanta, Nathan e Natalia, e quelli del Fibro Cottage, Jarrad e Michael, affrontano il testa a testa finale per scegliere chi avrà in via definitiva le chiavi degli immobili e per portare questi ultimi all'asta finale. Michael e Jarrad devono ultimare le due stanze principali del Fibro Cottage, mentre Nathalia e Nathan quelle della casa anni sessanta. Finita la sfida e le visite dei giudici, i concorrenti sono al magazzino per apprendere l'esito della prova: a portare all'asta la casa anni sessanta è Natalia, mentre Michael vince le chiavi del Fibro Cottage.

## Advice from the Judges
Manca una settimana alla fine dei lavori di ristrutturazione per tutte le case, e Robyn, Barry, Brendan e Chris Gray dispensano gli ultimi consigli e aiutano i concorrenti in alcuni particolari. Segue una carrellata sul resto della settimana, fino al giorno e al momento in cui tutte e sei le case sono pronte.
- Guest star: Chris Gray

## The Final Inspection
I giudici e Brendan fanno la loro ultima ispezione alle case, ora complete. Per loro, il lavoro complessivo migliore è quello di Luke, che vince un soggiorno a Bali. Ora manca solamente l'asta per completare la competizione, dove a decidere non saranno i giudici, ma i futuri acquirenti delle sei abitazioni.

## The Finale - Auction Night
È arrivato il giorno dell'asta finale per vendere le case e vedere chi ne trae più profitto e riesce a vincere la competizione.
Brendan e Chris Gray sono al cottage in legno con Melissa, la detentrice finale delle casa, la sua famiglia, Keenan, Jason H e Suzanne. Il battitore riesce a concludere l'asta ottenendo 575,000$, con un profitto di 1,145$ (0,2%), ed al momento è quindi in vantaggio. La prossima asta riguarda il negozio, dove sono presenti Barry, Robyn e Peter insieme ad August, detentore finale dell'immobile, la sua famiglia, Fiona e Christie, a cui in seguito si aggiungerà Melissa. L'asta comincia e si conclude sulla somma di 700,000$, Melissa è ancora in testa. Brendan e Chris sono quindi alla villetta a schiera con Luke, detentore fin dall'inizio delle chiavi, la sua famiglia, Jason J, Kathy e Samantha, subito raggiunti da Melissa. L'asta è la più proficua della serata, si conclude infatti a quota 925,000$, con un profitto di 25,732$ (2,86%). L'attenzione della serata si sposta quindi alla casa cantiere, con Barry, Robyn e Peter in aggiunta a Peter, detentore finale delle chiavi dell'immobile, la sua famiglia, Bob, Lisa e Kim, subito raggiunti da Luke. La casa guadagna 770,00$, in testa resta Luke. È quindi il tempo dell'asta della casa anni sessanta, dove con Brendan e Chris sono presenti Natalia, detentrice finale, la sua famiglia, Nathan, Suzanne, Tina, Chris e Joanne, a cui subito si aggiunge Luke. Il guadagno è di 730,000$, che non basta per superare Luke. Resta da vendere il solo Fibro Cottage. Per vincere, Michael, detentore della casa fin dall'inizio, deve arrivare almeno a quota 382,669$. All'interno del Fibro Cottage ci sono Brendan, Chris, Barry, Robyn e Peter, oltre a Michael, la sua ragazza, Jarrad, Aly, Kelly, raggiunti da Luke. All'esterno ci sono anche tutti gli altri concorrenti. L'asta riesce a superare le previsioni abbondantemente, arrivando a guadagnare 440.000$, con un profitto di 68,012$ (18,28%). Michael è quindi il vincitore, nonché migliore ristrutturatore d'Australia: il montepremi che vince, somma arrotondata dei profitti ottenuti dalle case, è di 100,000$.
- Guest star: Chris Gray
- Nota: la puntata dura il doppio del normale e in Italia è stata divisa in due parti. Nella trasmissione su Sky Uno la numerazione adottata dalle due parti era 66 A e 66 B, mentre su Cielo 66 e 67. La prima parte italiana si conclude poco prima dell'asta della casa cantiere, che è la prima cosa che avviene nella seconda parte.